# Hypothèse du nom unique
L’hypothèse du nom unique (Unique Name Assumption, UNA en anglais) est, en ontologie, l’hypothèse selon laquelle chaque entité possède un nom unique, c’est-à-dire que deux noms différents ne peuvent pas faire référence à la même entité,,,,.